# Mitología árabe

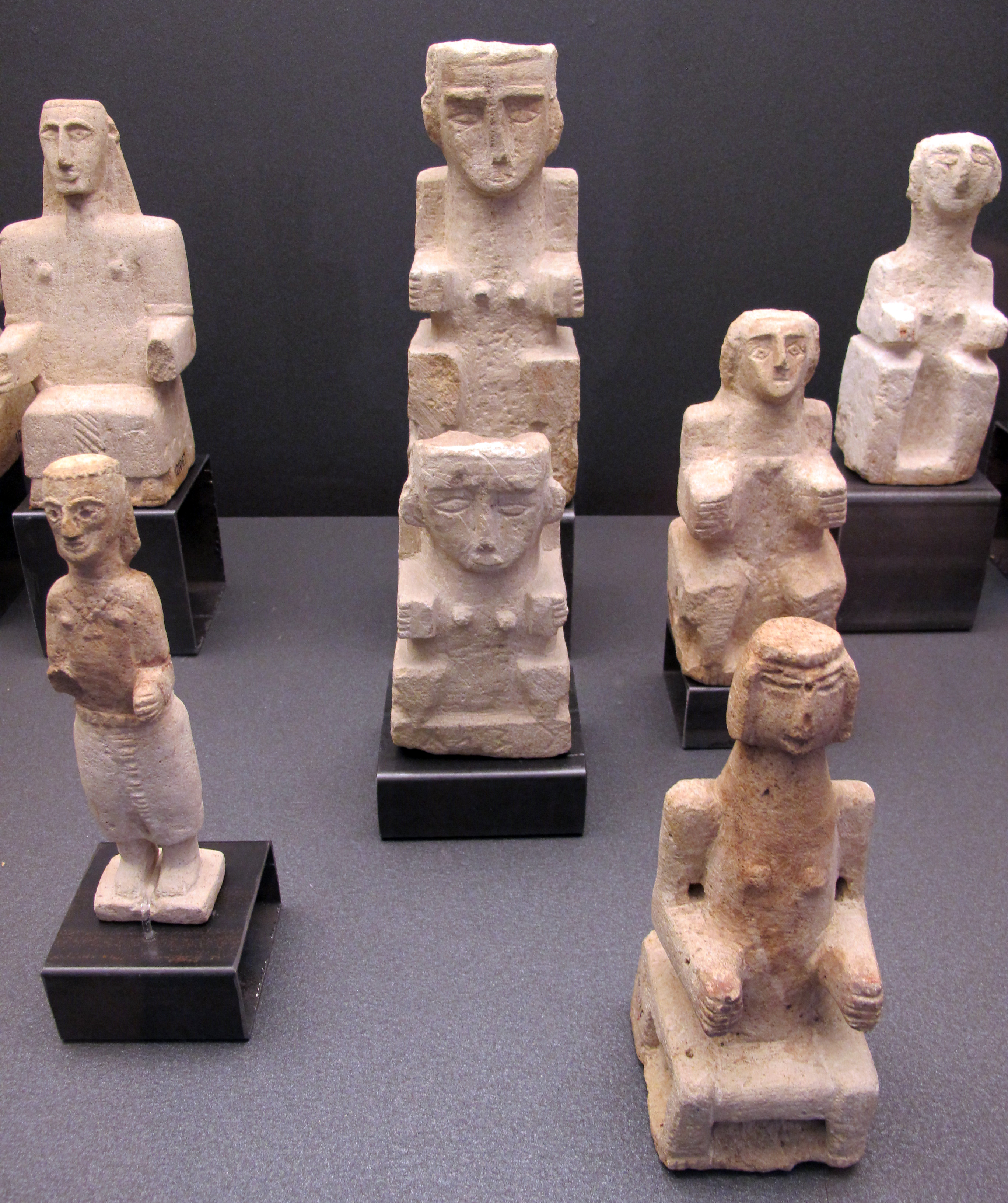
Antiguo Yemen, al-jawf, estatuillas de mujeres sentadas, -I a. C.

La mitología árabe comprende las creencias antiguas de los árabes. Antes de la llegada y codificación inicial del islam en la península arábiga —en el año 622 de la era cristiana, año uno del calendario islámico— el centro físico del islam, la Kaaba de la Meca, no solo contenía el único símbolo de "el Dios", como lo hace ahora, sino que estaba cubierta de símbolos que representaban a una miríada de demonios, genios, semidioses y otras criaturas variadas que mostraban el ambiente profundamente politeísta de la Arabia preislámica. Se puede inferir de esta pluralidad un contexto excepcionalmente amplio en el que la mitología pudo haber florecido.
- Aglibol, deidad lunar.
- Allah-Taala, Dios creador.
- Allat (diosa hija de Alá).
- Al-Qaum, dios de la guerra y la noche, guardián de caravanas.
- Amm, dios de la Luna, el clima y el rayo.
- Bahamut, pez inmenso que soporta la Tierra.
- Dhu'l-Halasa, dios oracular.
- Dushara, dios nabateo, señor de las montañas.
- Ghoul, demonio del desierto.
- Hubal, dios lunar.
- Ifrit, yinn infernal.
- Kujata. toro de 400 cabezas que está encima de Bahamut.
- Malakbel, deidad solar.
- Manaf, estatua que era acariciada por las mujeres.
- Manat, diosa de la muerte y el destino.
- Marid, tipo de yinn poderoso.
- Nasna, monstruo.
- Quzah, dios del cielo.
- Talab, dios de la luna y el oráculo.
- Uzza (diosa hija de Alá)
- Wadd, dios del amor.
- Yinn, criatura sobrenatural.